# SN 2009Q
SN 2009Q – supernowa typu Ia odkryta 30 stycznia 2009 roku w galaktyce UGC 9982. W momencie odkrycia miała maksymalną jasność 17,20m.